# Rue de l'Échiquier
Pour la maison d'édition, voir Rue de l'échiquier.
La rue de l'Échiquier est une rue du 10e arrondissement de Paris, en France.

## Situation et accès
La rue de l'Échiquier est parallèle au boulevard de Bonne-Nouvelle, au sud, et à la rue d'Enghien, au nord. Elle prolonge la rue de Metz, à l'ouest, à partir du 33, rue du Faubourg-Saint-Denis, croise perpendiculairement la rue de Mazagran et la rue d'Hauteville et débouche, à l'est, sur la rue Bergère en finissant au 16, rue du Faubourg-Poissonnière.
La rue est desservie par les stations de métro Strasbourg - Saint-Denis (lignes 4, 8 et 9) et Bonne Nouvelle (lignes 8 et 9). Les lignes de bus 20 et 39 desservent également la rue à l'arrêt Porte Saint-Denis. 

## Origine du nom
Le nom découle de celui de l'enseigne d'une maison de commerce proche d'un domaine de religieuses, les Filles-Dieu, sise à proximité de la porte Saint-Denis. L'enseigne subsista au moins jusqu'en 1779. 
Le terrain sur lequel fut établi ce commerce était nommé « l’Échiquier » au XIIIe siècle.

## Historique
La rue fut ouverte en 1772, sur un terrain appartenant aux Filles-Dieu, dénommé « fief de l'Échiquier ». Le pavillon de l'Échiquier se trouvait au no 46, à l'angle de la rue du Faubourg-Poissonnière.
Selon Théophile Lavallée (1804-1867), auteur de l'Histoire de Paris depuis le temps des Gaulois jusqu'à nos jours, « les rues de l'Échiquier, d'Enghien, Hauteville, ont été ouvertes en 1772 sur l'emplacement de l'ancienne couture des Filles-Dieu. La première a pris son nom d'une maison qui était le chef-lieu de cette communauté. Au no 29 est mort Casimir Delavigne ; au no 35 a demeuré l'abbé ou baron Louis, ministre des Finances en 1814 et en 1830 ».
Édouard Fournier, auteur d'Énigmes des rues de Paris, précise que « le nom de l'Échiquier ne resta pas à la partie des dépendances du couvent des Filles-Dieu qui était intra muros, mais à celles du dehors, sur le terrain desquelles on perça les rues […]. Un grand pavillon, sorte de petit château, avec grands jardins, s'appelait notamment ainsi. Il fut plus tard la propriété du fameux fabricant de fleurs Wenzell, qui donna de grandes fêtes […] au no 36 ». Édouard Fournier indique que le percement des rues avait été confié à l'entrepreneur royal Claude-Martin Goupy.
Honoré de Balzac cite la rue et le café dit de l'Échiquier à diverses reprises dans La Comédie humaine, notamment dans Un début dans la vie (et il mentionne un autre établissement, le Lion-d'Argent). Il semble que ce café se soit situé à l'actuel emplacement du café Le Mistral (anciennement Au Carrefour, soit de la rue de l'Échiquier et de la rue d'Hauteville) ou à celui de l'un de ses vis-à-vis.
Gustave Flaubert signale la rue (ainsi « sous le Directoire, un homme, rue de l'Échiquier montrait les victimes de la Terreur. Les exemples de revenants sont innombrables. Que ce soit une apparence, qu'importe ! il s'agit de la produire ») par la voix de Pécuchet dans son ouvrage Bouvard et Pécuchet.
Hector Malot y situe l'un des personnages de Corysandre, Daniel Layton, au no 45.
En 1833, Juliette Drouet, maîtresse de Victor Hugo, demeure au no 35 bis où elle reçoit son amant, le prince Anatole Demidoff avec lequel elle rompt la même année au profit de Victor Hugo, rencontré lors des répétitions de Lucrèce Borgia. Victor Hugo cite la rue et notamment un médecin, le Dr Hodé, installé au no 24. Il est possible que Victor Hugo y fréquente aussi un certain Augier dont l'immeuble est dû, en 1789, à l'architecte Jean-Louis Vivenel.
Le saint-simonien Olinde Rodrigues y réside au no 26 au cours de l'année 1817.
Auguste Delivet, luthier renommé, installe un atelier dans la rue dans les années 1900 avant de s'agrandir au no 49 de la toute proche rue Richer.
Des imprimeries et éditions musicales, dont celles d'E. Girard, ont contribué à la réputation de la rue.
Le lithographe Deras y installe un atelier et l'illustrateur Louis-Marie Lante se fixe au no 20 vers 1831.

## Historique récente et actualités
La rue de l'Échiquier fait partie de ce qu'il est convenu d'appeler le Sentier turc ou encore la Petite Turquie. Située dans un quartier réputé pour ses fourreurs ashkénazes ou grecs, la rue se trouve en effet à proximité du Sentier séfarade, qui concentrait, encore dans les années 2000, nombre de spécialistes du textile, de la mode, du prêt-à-porter. Cette proximité devait attirer des tailleurs turcs ou kurdes originaires d'Anatolie et d'autres régions proches de la Turquie, puis des professionnels asiatiques n'ayant pu trouver à se localiser du côté des rues du Sentier ou d'Aboukir. De ce fait, la rue comprend divers restaurants et commerces ou services détenus ou gérés par des turcophones ou kurdophones.
La proximité du Sentier, dont la reconversion a laissé place à diverses sociétés d'informatique, a aussi motivé l'implantation de sociétés de commerce en ligne, dont des agences de voyage, une librairie de livres anciens et d'occasion, etc.

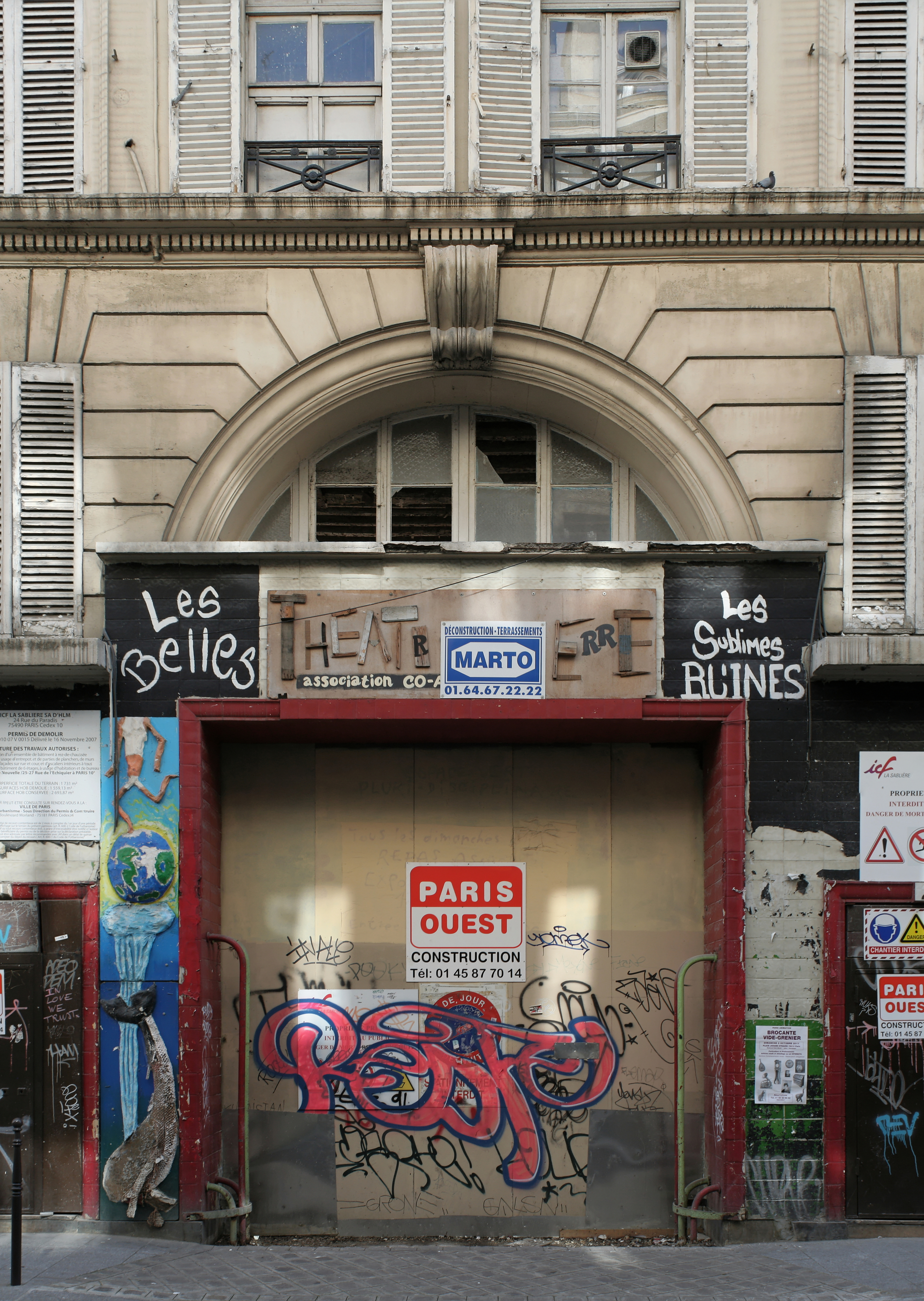
Porte du théâtre de Verre, au 21-29, rue de l'Échiquier (2011).

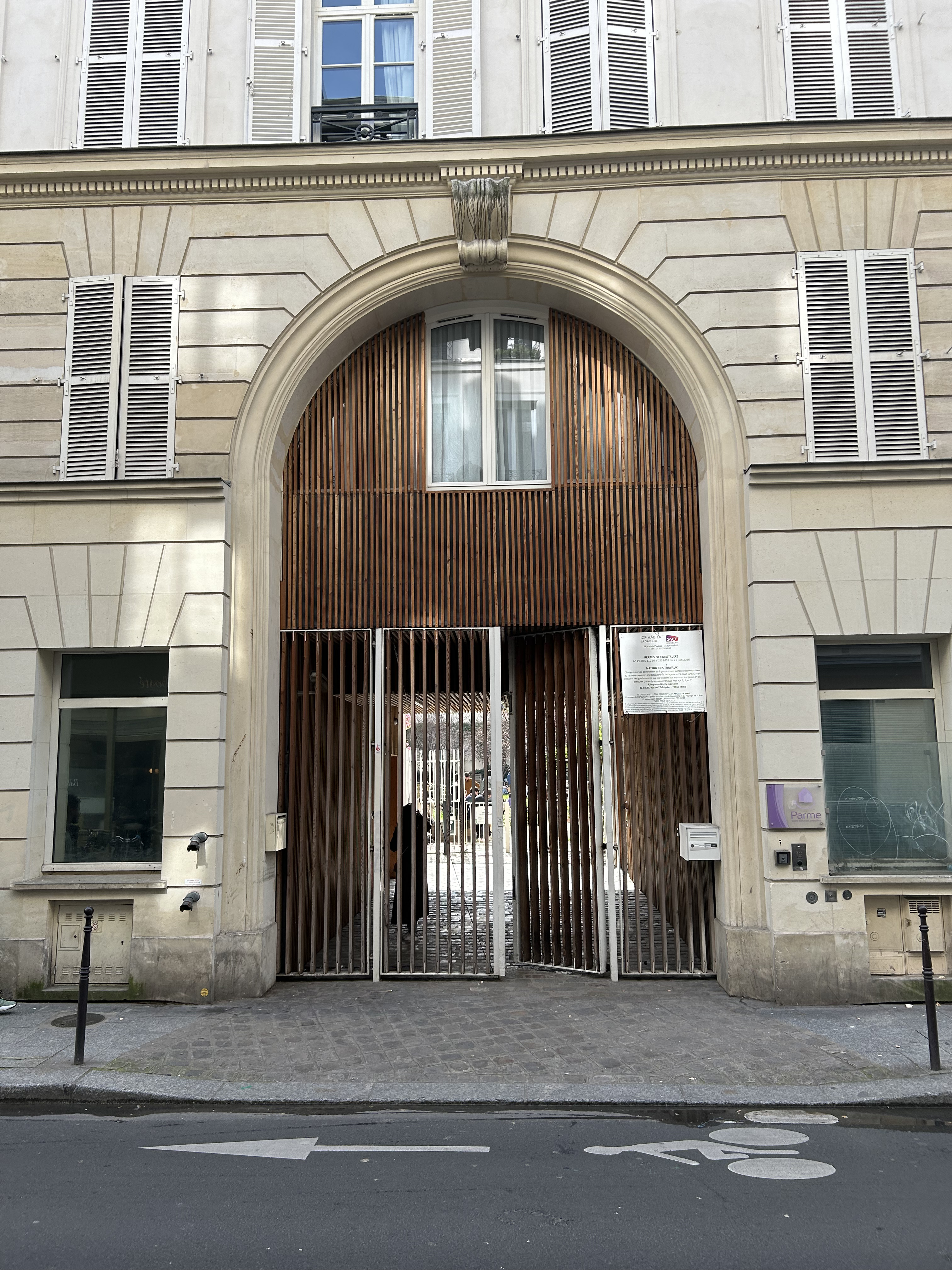
Le même passage cocher, après rénovation, donnant accès au jardin Yılmaz-Güney.

Les années 2000 sont marquées par l'affaire de la reconversion de l'entrepôt de la société Sernam, filiale de transport routier de la SNCF. Il s'agit d'un vaste ensemble d'immeubles qui a fait l'objet d'une occupation sous forme de squat par une association, le théâtre de Verre. Le lieu sera donc un temps reconverti en salles de spectacles, notamment musicaux, et d'expositions. Une association d'habitants a, dès la désaffection de l'entrepôt de la Sernam, demandé qu'une opération d'aménagement permette de relier la rue au boulevard de Bonne-Nouvelle par une percée au fond de l'impasse Bonne-Nouvelle. Divers projets ont été soumis à la mairie d'arrondissement. Finalement, le jardin Yılmaz-Güney est aménagé en prolongement de l'impasse Bonne-Nouvelle avec un second accès par le passage cocher de la rue de l'Échiquier.

## Bâtiments remarquables et lieux de mémoire

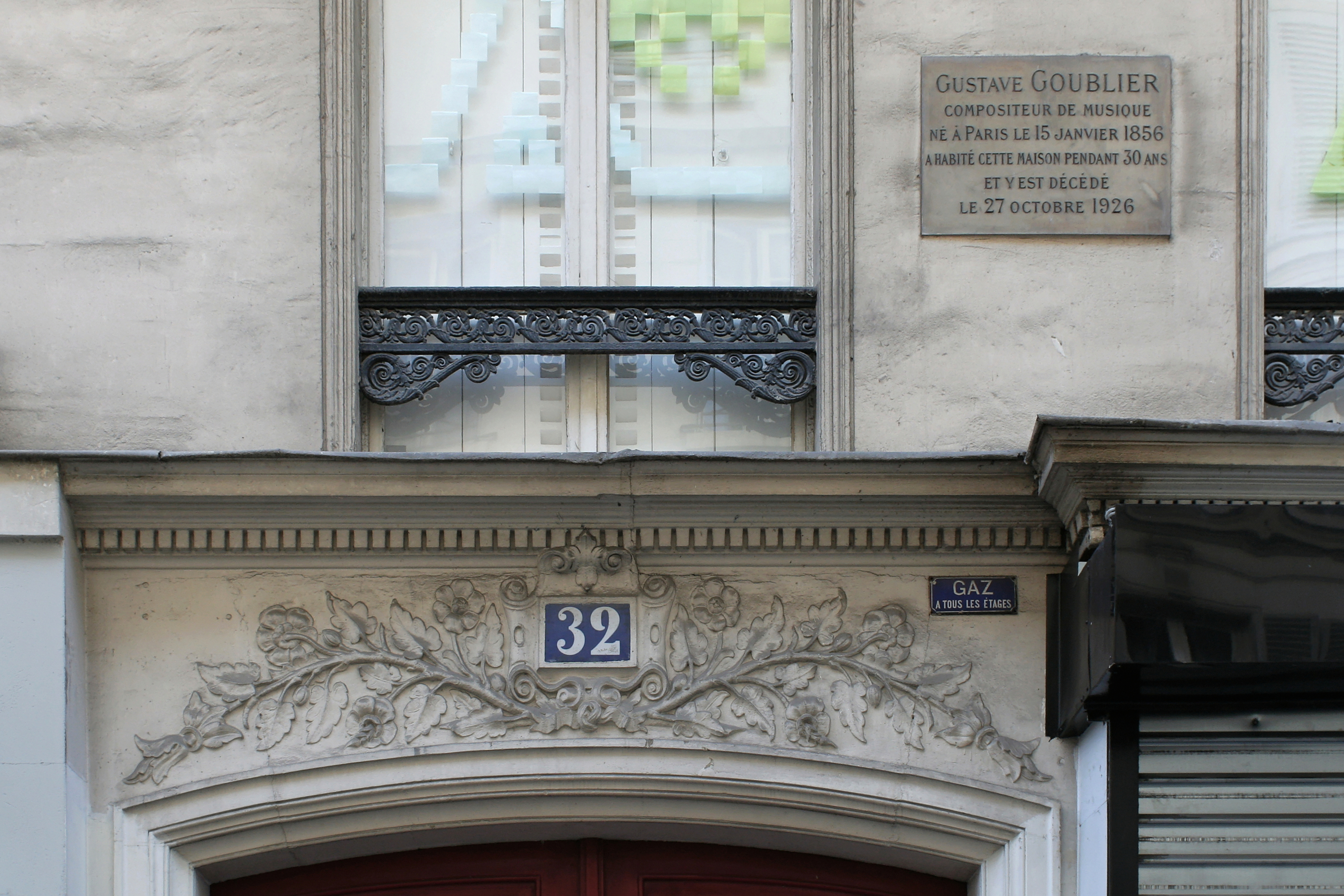
Plaque signalant que le compositeur Gustave Goublier a habité au 32, rue de l'Échiquier.

- No 8 : lieu de naissance de l'actrice française Jackie Sardou (1919-1998)[5].
- No 10 : le Centre de culture chinoise, association « Les temps du corps[6] ». Il occupe l'emplacement de l'ancien Concert Mayol fondé en 1909 par le chanteur français Félix Mayol (1872-1941) dans les locaux de l'ex Concert parisien qui était établi depuis 1867 sur le terrain de l'ancien enclos du couvent des Filles-Dieu. L'entrée principale est alors déplacée de la rue du Faubourg-Saint-Denis (no 37) vers la rue de l'Échiquier. Après plusieurs changements de destination et de nom l'établissement ferme définitivement en 1979[7].
- No 20 : église évangélique protestante pratiquant des cultes en langue malgache.
- No 21 : la société Lucien Fromage et Cie y eut un magasin de vente (fin XIXe siècle)[8]
- No 26 : siège de la Société française des urbanistes.
- No 30 : siège de la Fédération française de rugby à XIII[9].
- No 32 : le compositeur Gustave Goublier habita cette maison pendant trente ans[10].
- No 43 : des cours de dessins auxquels fut inscrit Eugène Canseliet s'y tenaient au début du XXe siècle[11].
- No 47 : église catholique et apostolique de Paris[12], église Sainte-Marie, consacrée par l'Église vieille-catholique mariavite ouverte aux fidèles au début des années 2000.

## Rues homonymes
Une rue homonyme se situe à Saint-Pierre-de-Varengeville (76480, Seine-Maritime).
Une rue homonyme se situe entre les rues de l'Etna et de l'Eldorado dans le district de Val-Bélair à Québec (Québec, Canada) depuis août 2006.